# Сказание Иеронима об Иуде-предателе

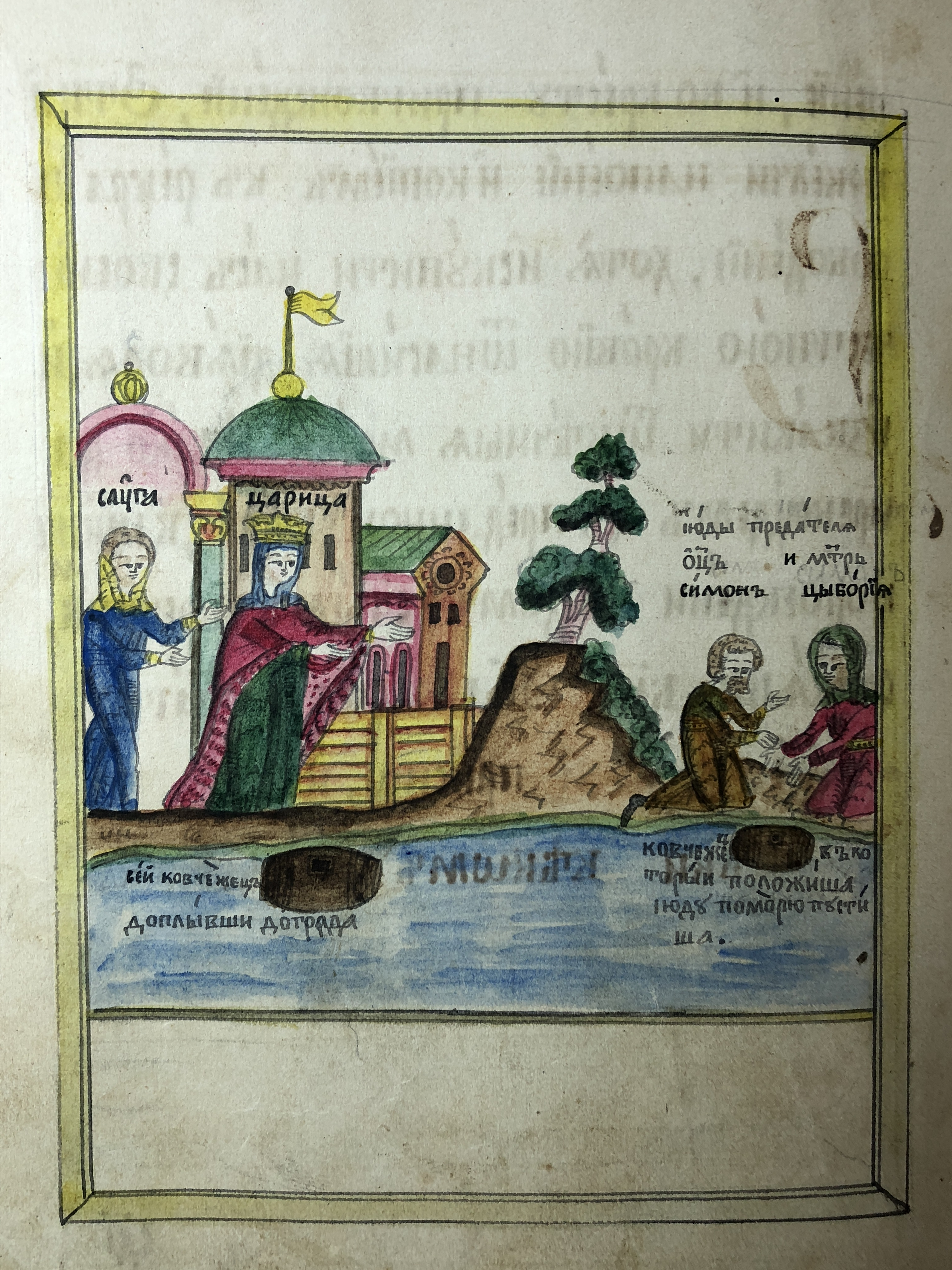
Рождение Иуды (старообрядческая иллюминированная рукопись «Страсти Христовы», 1860-е гг.)

Сказание Иеронима о Иуде предателе — анонимное сочинение-апокриф об истории Иуды Искариота, ошибочно приписываемое блаженному Иерониму.
Сказание входит в группу древнерусских литературных произведений о кровосмесителе и представляет собой особый тип инцестуального сюжета, композиционно близкий к Эдипу, но отличный от него негативной трактовкой главного героя. Сюжет, положенный в основу Сказания, приписывает главному герою биографию греческого царя Эдипа, которому суждено было убить своего отца и жениться на матери.
Сказание восходит к византийским литературным образцам, но очень рано (с XI века) стало распространяться по Руси в чисто фольклорной вариации на библейскую тему.
Сказание включается в популярный на Руси апокриф «Страсти Христовы», повествующей о последних днях Иисуса Христа (события от Лазаревой субботы до Пасхи, с описанием изведения праведных из ада). Произведение состоит обычно из 32 глав, где в качестве заключительной главы выступает «Сказание Иеронима об Иуде предателе». Сказание может иметь различные варианты заглавий, чаще «Сказание учителя церковного Иеронима святого о Иуде предателе Господа нашего Иисуса Христа»